# Cantonul Rosières-en-Santerre
Cantonul Rosières-en-Santerre este un canton din arondismentul Montdidier, departamentul Somme, regiunea Picardia, Franța.

## Comune
| Comune                | Populație (1999) | Cod poștal | Cod INSEE |
| --------------------- | ---------------- | ---------- | --------- |
| Bayonvillers          | 345              | 80170      | 80058     |
| Beaufort-en-Santerre  | 138              | 80170      | 80067     |
| Bouchoir              | 226              | 80910      | 80116     |
| Caix                  | 658              | 80170      | 80162     |
| La Chavatte           | 39               | 80700      | 80189     |
| Chilly                | 166              | 80170      | 80191     |
| Folies                | 86               | 80170      | 80320     |
| Fouquescourt          | 127              | 80170      | 80339     |
| Fransart              | 121              | 80700      | 80347     |
| Guillaucourt          | 305              | 80170      | 80400     |
| Hallu                 | 154              | 80320      | 80409     |
| Harbonnières          | 1.305            | 80131      | 80417     |
| Maucourt              | 152              | 80170      | 80520     |
| Méharicourt           | 538              | 80170      | 80524     |
| Parvillers-le-Quesnoy | 221              | 80700      | 80617     |
| Punchy                | 65               | 80320      | 80646     |
| Rosières-en-Santerre  | 2.956            | 80170      | 80680     |
| Rouvroy-en-Santerre   | 218              | 80170      | 80682     |
| Vrély                 | 431              | 80170      | 80814     |
| Warvillers            | 104              | 80170      | 80823     |